# XB-59轟炸機
Boeing XB-59(波音Model number 701)是波音於1950年代提出的美國超音速轟炸機的提案。

## 發展
1949 年，美國政府取消了XB-55轟炸機的合同，該合約是B-47轟炸機的亞音速版本。XB-55計畫於1947年開始，但很快就發現，亞音速很難突破敵軍的防空網，需要超音速的轟炸機才能達成。因此，XB-55倍取消，並且其資金專門轉移給超音速中型轟炸機的研究，並向多家飛機公司徵求了建議書。
波音公司提交了一份具有高度流線型機身的四發高翼提案。四具發動機將埋在加厚的機翼根部；其餘的機翼平面呈高度錐形。
XB-59是在武器系統名稱MX-1965下開發的，共有三名機組人員，起落架類似於 B-47 和B-52同溫層堡壘戰略轟炸機的設計。
1952年末，康維爾的方案被指定為B-58騙子轟炸機，波音公司的XB-59合約被取消。

## 外部連結
- XB-59, from USAF Museum
- Russian page about XB-59, includes drawings at bottom of page